# СТС-Челябинск
 «СТС Челябинск»— челябинский телеканал, вещавший до 1 января 2020 года. Сетевым партнером был телеканал СТС.

## История
Осенью 1993 года в Челябинске появилась новая телекомпания, вещавшая на частоте 10 ТВК. Её работа начиналась с одной программы, рассчитанной на жителей Металлургического района. В тогдашнем эфире умещалось все: местные новости, рассказы о выдающихся жителях и даже художественные фильмы. Затем на телеканале стали появляться новые, в том числе и авторские программы. По словам главного редактора «СТС-Метар» Натальи Игнатович, первые программы были связаны с исторической тематикой. Это телевизионный проект «Корни» (об истории Металлургического района) и «7 чудес света». Уровень телекомпании значительно вырос с появлением опытных специалистов. Одним из первых на «СТС-Метар» пришел журналист Виктор Греков, создатель лучшей в те годы политической программы «КТО!». Молодым журналистам помогал Федор Балашов — «шестидесятник», знаток русской литературы, весьма известный в творческих кругах человек. Он учил журналистов составлять простой и лаконичный текст, обращаться с экрана к конкретному человеку.
30 сентября 2004 года «Метар» и «Инфо-ТВ» объединились в телекомпанию «СТС-Челябинск».
С 2 октября 2004 года на телеканале появляются первые выпуски программы Городские новости Челябинск в деталях.
С 1 февраля 2019 года телеканал перешёл на формат вещания 16:9 но при этом местные программы в том числе и Городские новости Челябинск в деталях шли в полном экране 16:9 а сам эфир СТС шел в формате 14:9 но в октябре 2019 года произошло смена положения логотипа и с 1 ноября 2019 года телеканал полностью перешёл на формат вещания 16:9.
31 декабря 2019 года после 1 части показа шоу Уральские пельмени Ёлка дети два стола и после курантов СТС Челябинск прекратил вещания и 2 часть шоу Уральские пельмени Ёлка дети два стола шла только на дубле федерального СТС без программ Челябинска но с местной рекламой но с 1 февраля 2020 года местные программы на 10 ТВК прекратили вещания сохранив лишь местную рекламу.
C 13 января 2020 года в результате реорганизации «СТС-Челябинск» запущен новый телеканал УРАЛ 1, который вещает в кабельных сетях. 
В апреле 2020 года 10 ТВК ненадолго возвращался в эфир но теперь без СТС Челябинск но с часовым поясом +4 но местной рекламой не обнаружено и в ночью 10 ТВК в Челябинске полностью прекратил вещания но лицензия была до 2026 года но к сожалению спустя несколько недель СТС Челябинск и 10 ТВК официально прекратил вещания.
С 23 декабря 2020 года этот телеканал получил 22-ю кнопку в кабельных сетях Челябинска.

## Программы

### В эфире
- «Городские новости. Челябинск в деталях»
- «Хочу быть моделью 35+»
- «Готовим на Урале»
- «Главный герой»
- «Прогноз погоды»

### Архивные
| - «Детали-Ч» - «Кто?!» - «Новости» - «Соцгород» - «Городские истории» - «Люди большого города» - «Погода от народа» | - «Горкин дом» - «Горкин дом-2» - «Горкин дом-3» - «Синематека» - «Невеста СТС» - «Дима хочет знать» - «Семья года» |